# كتيبة بيرجمان

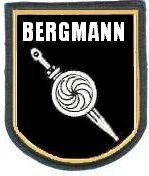

المجموعة الخاصة بيرجمان أو كتيبة بيرجمان ( (بالألمانية: Sonderverband Bergmann)‏ كانت وحدة عسكرية تابعة لوكالة الأستخبارات الألانية أبوهر خلال الحرب العالمية الثانية، تتألف من خمس شركات تديرها ألمانيا من متطوعين من القوقاز.

## التاريخ
تم تشكيل كتيبة بيرجمان من المهاجرين وأسرى الحرب السوفييت من الجمهوريات القوقازية في Neuhammer في أكتوبر 1941. تابعة لكتيبة المغاوير الألمانية وفوج براندنبورغ ووضعها تحت قيادة ملازم فرعي ثيودور أوبرلاندر، تلقت وحدة التدريب في Neuhammer وميتنفالد. في وقت لاحق تم دمج فرقة خاصة من جورجيا مكونة من 130 رجلًا من أبوير والتي تحمل اسم «تمارا -2» في بيرجمان. بحلول مارس 1942، كانت هناك خمس شركات تضم حوالي 300 ألماني و 900 قوقازي:
1. الكوادر الجورجية والألمانية
2. شمال القوقازيين
3. الأذربيجانيين
4. الجورجيين والأرمن
5. شركة الموظفين، تتكون من 130 من المهاجرين الجورجيين

في أغسطس 1942، توجه بيرجمان إلى الجبهة الشرقية، حيث شاهد أول نشاط له في حملة شمال القوقاز في أغسطس 1942. شاركت الوحدة في أعمال معادية للحزبية في منطقة موزدوك - نالتشيك - مينيرالني فودي وأجرت الاستطلاع والتخريب في منطقة القوقاز الشمالية. منطقة جروزني. في نهاية عام 1942، أجرى بيرجمان طلعة جوية ناجحة عبر الخطوط السوفيتية، حيث أحضر معهم حوالي 300 من الهاربين من الجيش الأحمر، وغطى تراجع الألمان من القوقاز. مر بيرجمان بسلسلة من الاشتباكات الصعبة مع الثوار السوفيت والقوات النظامية في شبه جزيرة القرم في فبراير 1943. بعد تشكيل كتائب منفصلة، تم إرسال العديد منها إلى اليونان. غطت الكتيبة الانسحاب من روسيا وتم نشرها في وارسو بعد بداية الانتفاضة عام 1944 للقتال مع وحدة Dirlewanger. هناك وفي مواجهات لاحقة مع الجيش الأحمر، تكبدت خسائر فادحة كتيبة فوج غرينادير الجديد 1607 (27 مارس 1945). لقد رأوا نهاية الحرب على الساحل الغربي للدنمارك.  
تستخدم مجموعة بيرجمان كشعار خنجر قوقازي تقليدي ( كينشال ) بشفرة منحنية تلبس على الجانب الأيسر من الغطاء. مصنوعة من المعدن الأصفر، طولها 7 سم. 